# Steatoda alboclathrata
Steatoda alboclathrata là một loài nhện trong họ Theridiidae.
Loài này thuộc chi Steatoda. Steatoda alboclathrata được Eugène Simon miêu tả năm 1897.